# Стрела (Самарская область)
Стрела — посёлок в Елховском районе Самарской области. Входит в сельское поселение Красные Дома. 

## География
Находится на расстоянии примерно 12 километров по прямой на восток от районного центра села Елховка.

## История
Основан в 1887 году. На 1910 год учтено 47 дворов, 271 человек, русские. Название дано от узкого мыса на местной речке в форме стрелы.  

## Население
Постоянное население составляло 2 человека (русские 100%) в 2002 году, 2 в 2010 году.